# Noce (Basilicate)
Pour l’article homonyme, voir Noce.
Le Noce est un fleuve et cours d'eau coulant dans le sud de l'Italie, dans les deux régions de Calabre et le Basilicate qui se jette dans la mer Tyrrhénienne. 

## Géographie
De 45 km de longueur[réf. nécessaire], le Noce prend source sur la commune de Lagonegro entre les deux monts Costa dell'Alto (1 207 m) et le Monte Nicola (1 150 m), dans la province de Potenza. 
Son cours aval, suit la séparation des deux régions Basilicate au nord ouest et la Calabre au sud-est. son embouchure est à la limite nord de la commune de Tortora en province de Cosenza.

### Bassin versant
Son bassin versant est de 380 km2[réf. nécessaire].

## Hydrologie
Son régime hydrologique est dit pluvial méridional.